# Shaysovo povstání

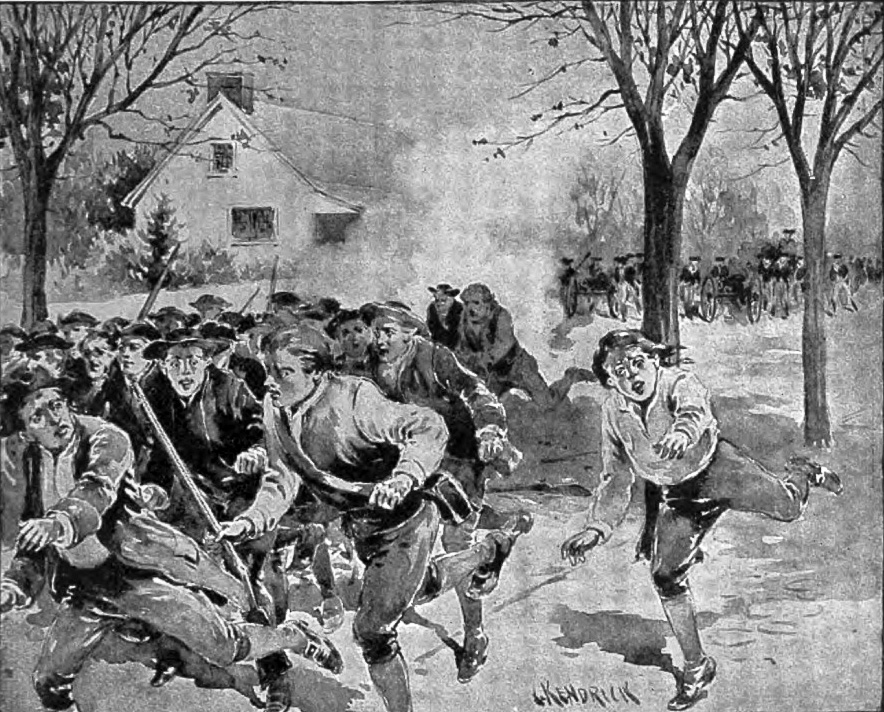
Prchající povstalci

Jako Shaysovo povstání (či Shaysova rebelie, anglicky Shays' Rebellion) se označuje ozbrojená vzpoura v západním Massachusetts, kterou vedl Daniel Shays, veterán americké revoluční války a účastník bitev u Lexingtonu a Concordu, Bunker Hillu a Saratogy. Povstání vypuklo jako reakce na dluhovou krizi mezi občany a zvýšené úsilí státu o výběr daní, které vedlo k uvěznění mnoha zemědělců neschopných splatit své dluhy a zabavení jejich majetků. Rebelie se odehrávala v letech 1786 a 1787, a to zejména v Springfieldu a jeho okolí.
Zemědělci se v srpnu 1786 nejprve pokoušeli o mírové řešení situace a navrhovali finanční reformy. Když tyto snahy selhaly, rolníci se na protest proti ekonomickým a občanským nespravedlnostem chopili zbraní a začali násilně uzavírat soudy a osvobozovat uvězněné dlužníky. V září 1786 se do čela povstání postavil již zmíněný Daniel Shays, který zorganizoval útoky na springfieldské soudy. Na přelomu let 1786 a 1787 boje eskalovaly, na což vláda reagovala povoláním generála Benjamina Lincolna, aby v čele 4 400 mužů povstání potlačil. V lednu 1787 vzbouřenci v čele se Shaysem neúspěšně pochodovali na springfieldskou zbrojnici a plánovali dokonce i svržení americké vlády. Vládní armáda tvořená různými milicemi ale špatně ozbrojené povstalce v únoru 1787 porazila. Ze strany vlády vůči rebelům následovaly tvrdé represe. Dva povstalci byli popraveni, mnoho dalších uvězněno. Teprve v létě 1787 byla řada rebelů rehabilitována. Sám Shays v únoru 1787 sice uprchl do Vermontu, následujícího roku však dostal milost.
Šok ze Shaysovy vzpoury vrátil generála George Washingtona zpět do veřejného života, což jej dovedlo k jeho dvěma volebním obdobím jako prvního prezidenta Spojených států. Mezi historiky stále existuje debata o vlivu rebelie na ústavu a její ratifikaci.